# Nóvaia Tavoljanka
Nóvaia Tavoljanka - Новая Таволжанка (rus) - és un poble de l'óblast de Bélgorod, a Rússia. El 2021 tenia 5.268 habitants. Pertany al districte (raion) de Xebékino.